# Lodewijk Caspar Valckenaer
Lodewijk Caspar Valckenaer (auch: Ludovicus Casparus Valckenarius, Ludwig Kaspar Valckenaer; * 7. Juni 1715 in Leeuwarden; † 15. März 1785 in Leiden) war ein niederländischer Klassischer Philologe.

## Leben
Der Sohn des Advokats am Hof von Leeuwarden Jan (Johann) Warner Valckenaer und dessen Frau Susanna, Tochter des wallonischen Pfarrers Caspar Baux, wurde am 9. Juni seines Geburtsjahres 1715 in der französischen Kirche seines Geburtsortes getauft. Er hatte die Stadtschule seiner Heimatstadt besucht, welche unter der Leitung des damaligen Rektors Georg Christoph Schooneveld stand. 1731 nahm er ein Studium der Theologie an der Universität Franeker auf, wo er sich am 15. Juni 1731 in die Matrikel der Hochschule einschrieb. Nachdem er Vorlesungen in Theologie bei Harm Venema (1697–1787), in den orientalischen Sprachen bei Emo Lucius Vriemoet und in Philosophie bei Godefridus du Bois (1700–1747) besucht hatte, widmete er sich vor allem den klassischen Sprachen unter Tiberius Hemsterhuis und Petrus Wesseling. Angeblich soll er hier noch 1737 in Franeker promoviert haben, jedoch verzeichnet das Franeker Promotionsalbum keine solche Promotion.
Am 4. September 1737 immatrikulierte er sich an der Universität Leiden, wo er seine Sprachstudien bei Albert Schultens fortsetzte und an der dortigen Universitätsbibliothek weitere Forschungen betrieb. Nachdem er dort einige Abhandlungen veröffentlicht hatte, kehrte er – gesundheitlich geschwächt – 1739 nach Friesland zurück und wurde 1740 Konrektor der Lateinschule in Kampen. Am 17. Juni 1741 wurde er als Nachfolger von Hemsterhuis zum Professor für griechische Sprache an der Universität Franeker berufen, welche Aufgabe er am 9. Oktober 1741 mit seiner Antrittsrede De Causis neglectae literarum Graecarum culturae (Franeker 1741) übernahm. Zudem wurden ihm am 2. September 1755 auch die Unterweisungen zu den griechischen Altertümern aufgetragen. In Franeker war er 1745, 1750 und 1760 auch Rektor der friesischen Hochschule.
Nachdem Hemsterhuis 1765 von seinem Leidener Lehrstuhl gewichen war, entschlossen sich die Kuratoren der Leidener Hochschule ihm am 18. Oktober 1765 zum Professor der griechischen Sprache zu berufen, welche Aufgabe er am 3. Juni 1766 mit der Antrittsrede De Publicis Atheniensium moribus etc. übernahm. Zudem erhielt er am 14. Dezember 1768 eine Berufung als Professor der vaterländischen Geschichte, welchen Lehrstuhl er am 1. März 1769 mit der ungedruckten Rede De virtutibus rebusque gestis Gulielmi I foederatae huius Reipublicae fundatoris übernahm. Hier beteiligte er sich ebenfalls an den organisatorischen Aufgaben der Leidener Hochschule und war 1771/72 Rektor der Alma Mater, welche Aufgabe er mit der Rede de admirandis Divinae Providentiae rationibus in fundenda Foederatorum Belgarum libertate niederlegte.
Valckenaer war einer der hervorragendsten niederländischen Gräzisten des 18. Jahrhunderts. Aus der niederländischen Hellenistenschule des Hemsterhuys hervorgegangen, versuchte er kritisch die griechische Sprache und Literatur mit einem besonderen lateinischen Stil zu vereinigen. Seine Studien beschäftigten sich mit griechischer Poesie, vor allem zu Personen wie Euripides, Hippolytus, Ammonius und anderen. Zudem zog er auch die spätere griechische und patristische Literatur in den Kreis seiner Studien ein. So wurde er dadurch bedeutend für die Feststellung des neutestamentlichen Sprachgebrauchs. Es sind auch einige bedeutende Schüler von ihm später in den Vordergrund getreten. Hier wären zum Beispiel Everwinus Wassenbergh (1742–1826), Johannes Ruardi (1746–1815), Cornelis van Lennep (1751–1813), Gijsbertus Koen (1736–1767) und Peter Bondam zu nennen. Nach seinem Tod veröffentlichte aus seinem Nachlass Johan Luzac Callimachi fragmenta (Leiden 1799) und die scharfsinnige Diatribe de Aristobulo Judaeo (Leiden 1806). Gesammelt erschienen Opuscula philologica, critica, cratoria (von Erfurdt, Leipzig 1808–09, 2 Bde.) und Selecta ex Scholiis Valckenarii (von Wassenberg, Amsterdam 1815–17, 2. Bde.).
Valkenaer hatte am 1. Februar 1752 in Amsterdam Johanna van der Streng geheiratet. Aus der Ehe stammen fünf Kinder, wovon ihn der Sohn Johann Valkenaer (1759–1821), welcher Professor der Rechte in Franeker wurde und die Tochter Johanna Susanna welche 1783 Etienne Luzac heiratete, überlebten.

## Schriften (Auswahl)
- Disputatio de ritibus in Jurando a veteribus, Hebraeis maxime et Graecis, observatis. Franeker 1735 (19. Januar)
- Disputatio de Byrsa, Phoenic. arcis Carthagin. nomine; et de Herodotea urbe Cadyti; cum Glossis sacris ex Hesychio decerptis. Franeker 1737
- Schedisma de urbe Herodotea Cadyti. 1737
- Glossae sacrae ex Hesychio descerptae. Franeker 1737
- Ammonius de Adfinium voc. Differentia. Accedunt opuscula nondum edita IV Grammaticorum. Utraque cum Notis criticis. Leiden 1739 (Online), 4. Aufl. Leipzig 1822
- Animadversiones ad Ammonium Libros cum specimine scholiorum ad Homerum iniditorum. Leiden 1739
- Oratio de Causis neglectae literarum Graecarum culturae. Franeker 1741
- Oratio  rectoralis, de sacra N. Foed. critice a literatorum quos vocant, non exercenda. Franeker 1745
- Fulvii Ursini Virgilius collatione scriptorum Gr. illustratus. Cui addidit Epistolam suam ad. M. Röverum Ictum; Iliadis Homeri Librum XXII cum scholiis vetustis Porphyrii et aliorum huc usque ineditis. Var. Lectionibus versuum Homeri Il. X et scholiorum mss. Moschi Epitaph. Bionis cum Notis suis nec non Dissert. de praestantissimo codice Leidensi, et de scholiis in Homerum ineditis. Leeuwarden 1747
- Oratio de prisca et nupera rerum Belgicarum vicissitudine. Franeker 1749, niederländisch übersetzt durch W. Higt. Leeuwarden 1749
- Notae ad Aristaeneti Epistolas, insertae editioni Frid. Ludov. Abresch. Zwolle 1749
- Dictata in antiquitates Graecas. 1751
- Observationes philologicae in Evangelium Lucae. 1751
- Observationes philologicae in Actus Apostolicos. 1752
- Observationes philologicae in primam Pauli epistolam ad Corinthios. 1752
- Euripidis Tragoedia Phoenissae, cum interpretatione Grotii, et Annotationibus suis;scholiisque partim nunc primum evulgatis,Notisque ad eas suis: nec non Grotii Prolegomenis. Franeker 1755 (Online), Leiden 1802, Leipzig 1824 (2. Bde.)
- Oratio de Philippi Macedonis indole, virtutibus, rebusque gestis, causis externis fractae Graecorum libertatis habita. Franeker 1760
- Annotationes ad Herodotum in edit. Wesseling. Amsterdam 1763
- Duae orationes, altera de publicis Atheniensium moribus, pro temporum diversitate, crescentis labentisque reipublicae causis: altera de Philippi Macedonis, Amijntae F. indole, virtutibus,rebusque gestis; causis externis fractae Graecorum libertatis. Leiden 1766
- Diatribe in Euripidis perditorum dramatum reliquias. Leiden 1767 (Online), Leipzig 1823–24 (2. Bde.)
- Theocriti decem Idyllia in usum auditorum,cum notis, eiusdemque Adoniazusae, uberioribus adnotationibus instructae. Leiden 1773 (Online)
- Theocriti, Bionis, et Moschi carmina Bucolica, graece et latine, latino carmine pleraque reddita ab Eobano Hesso, nonnulla a G.E. Higtio. Subiecit Graeca ex Editionibus primis, Codicibus, et aliunde emendavit, variisque lectionibus instruxit. Leiden und Kampen 1779–1781 (2. Bde.) (Online), 1810
- Orationes, quarum prima est de Paulo Apostolo.
- Tres orationes etc. Praefiguntur duae Orationes Ioannis Chrysostomi in laudem Pauli Apostoli cum veteri versione latina Aniani ex cod. ms. hic illic emendata. Leiden 1782
- Theocriti Idyllia ex recens. V. cum Scholiis sel. Gotha, 1780
- Callimachi Hymnus in Apollinem cum emend. ined. L.C.V. et interp. L. Santenii. Leiden 1787
- Observationes Academicae, quibus via munitur ad origines Graecas invest. etc. et Jo. Dan. a Lennep, praclectiones acad. de Analogia ling. Graecae etc. ad exempla Mss. rec. Ev. Scheidins. Utrecht 1790, 1805
- Callimachi Fragmenta collecta atque illustrata a.L.C.V. Edidit Cl. Luzac. Leiden 1799 (Online)